# Gast- und Krankenhaus

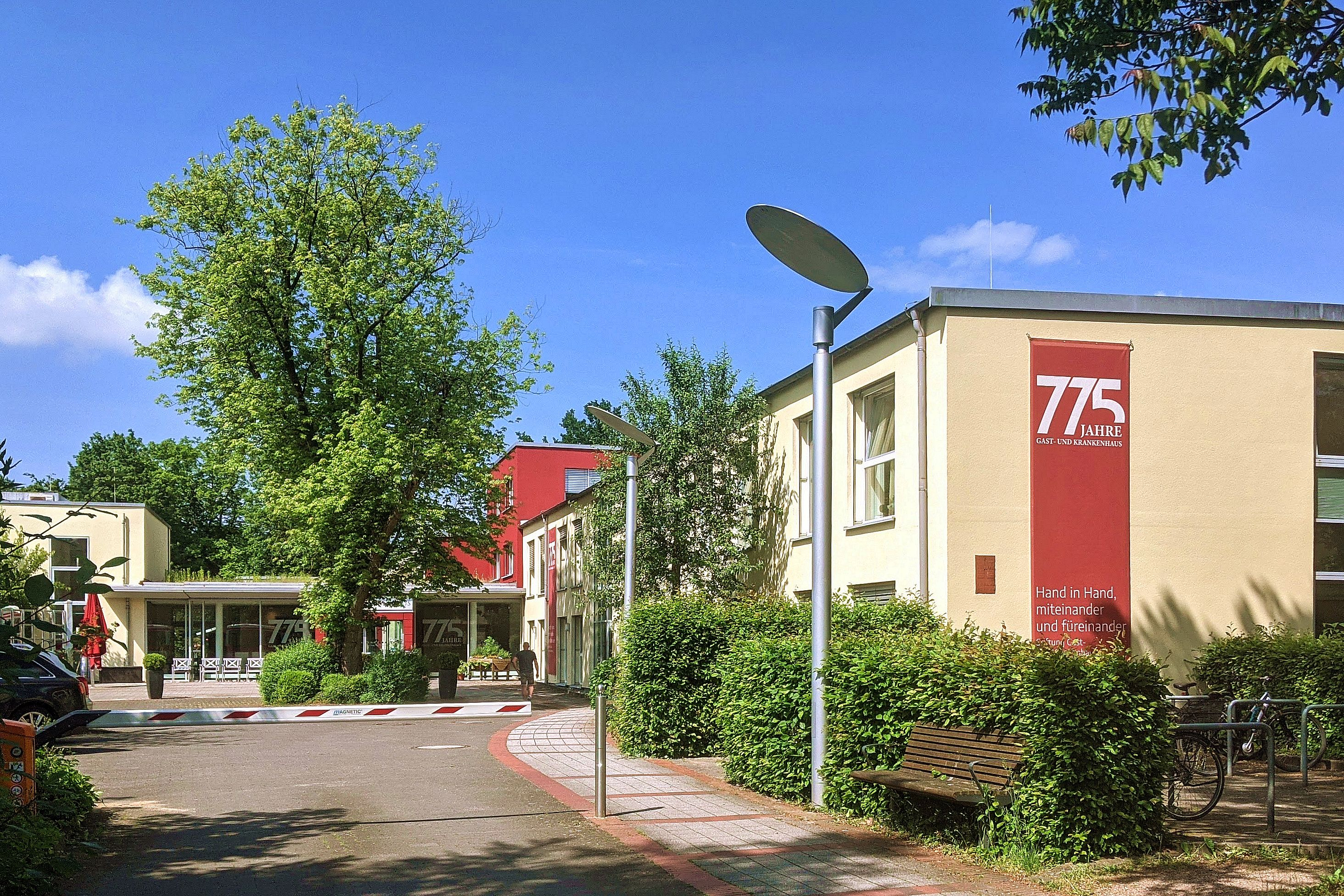
Heutiges Gast- und Krankenhaus im Stadtteil Poppenbüttel

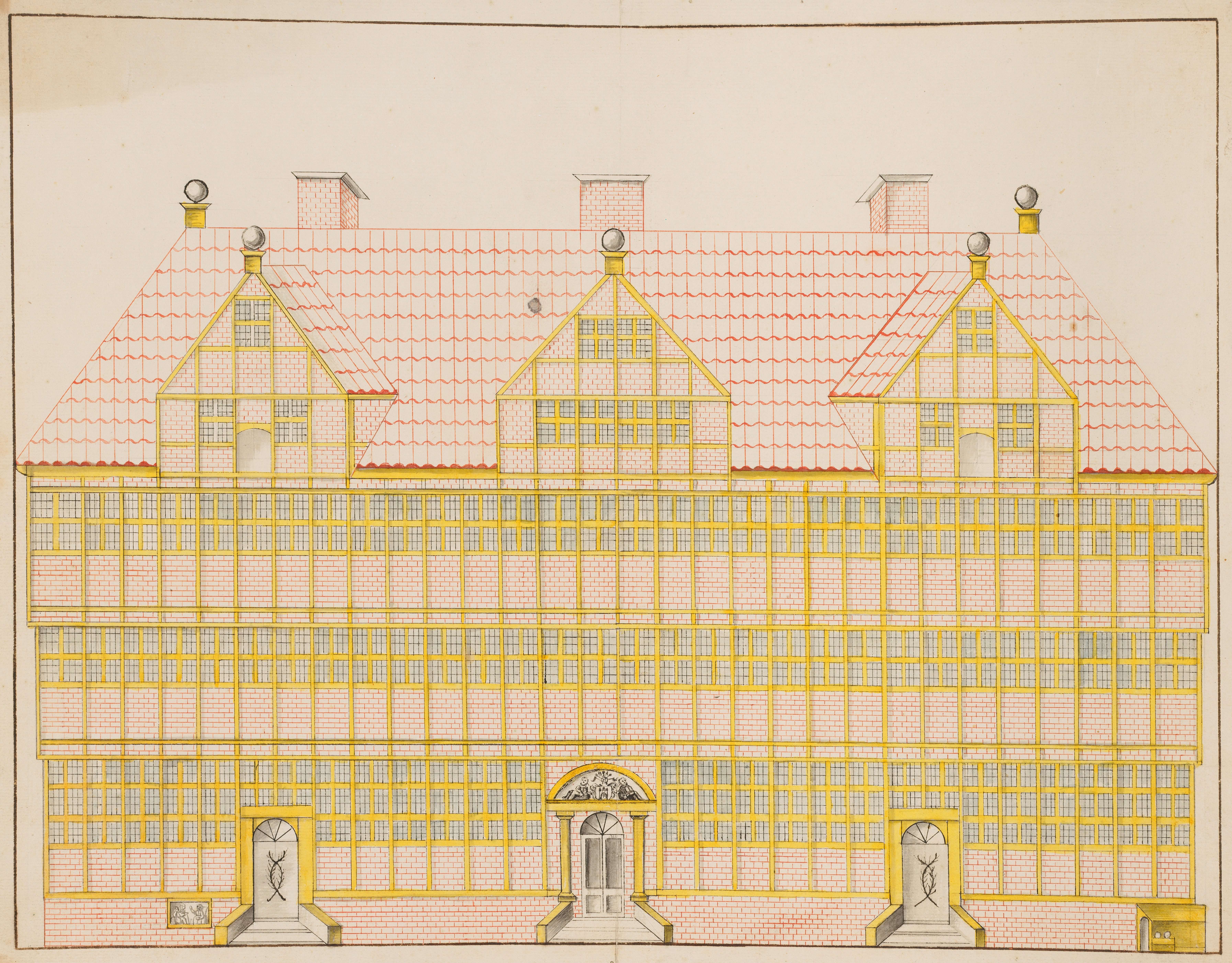
Altes Gast- und Krankenhaus am Alsterfleet

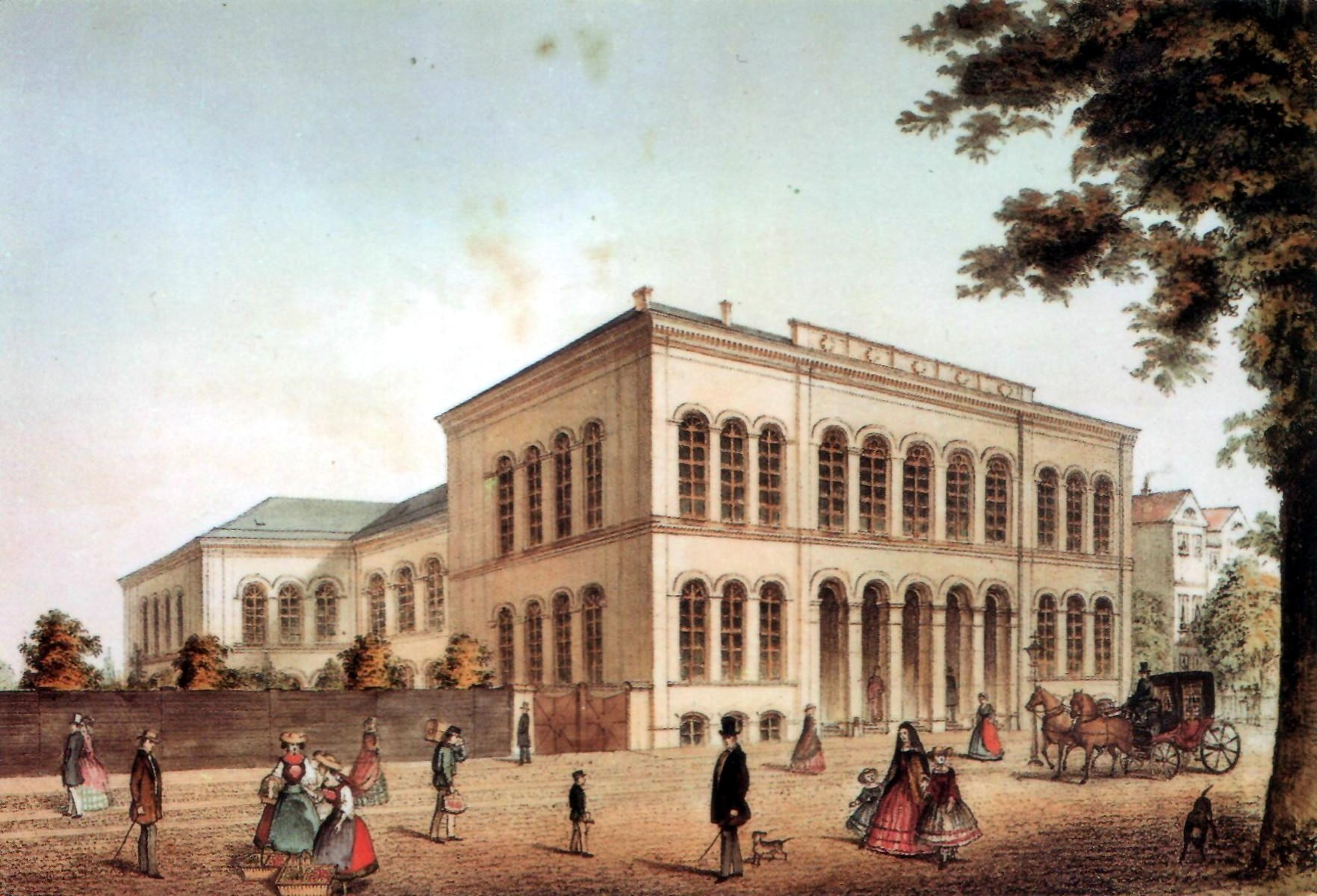
„Neues“ Gast- und Krankenhaus in St. Georg um 1860

Das Gast- und Krankenhaus ist eine traditionsreiche gemeinnützige Stiftung der Altenpflege in Hamburg.
Laut Eigendarstellung wurde es im Jahr 1248 gegründet, dem Historiker Frank Hatje zufolge ist das Gründungsdatum aber nicht mehr eindeutig ermittelbar. Vielmehr entstand das Gasthaus ursprünglich in enger baulicher wie organisatorischer Verbindung zum Heiligengeisthospital und war zusammen mit diesem beim alten Millerntor am Alsterfleet angesiedelt. 
Im Gegensatz zum Hospital behauptete das Gasthaus nach der Reformation seine Eigenständigkeit und wurde nicht von den Oberalten verwaltet; möglicherweise ist es aber auch ganz eingegangen. Erst um das Jahr 1629 wurde es mit dem Zusatz „Krankenhaus“ wiederbelebt und 1742 in ein Wohnstift umgewandelt.
Im Jahr 1858 bezog es einen Neubau von Albert Rosengarten in der damaligen Vorstadt St. Georg. Seit 1963 residiert die Stiftung in Poppenbüttel – wieder in unmittelbarer Nachbarschaft zum Heiligengeisthospital. Im Jahr 2005 wurde das Gelände erweitert und beherbergt nunmehr 168 Bewohner, die von 140 Mitarbeitern betreut werden.